# St. Matthias (Hüddessum)

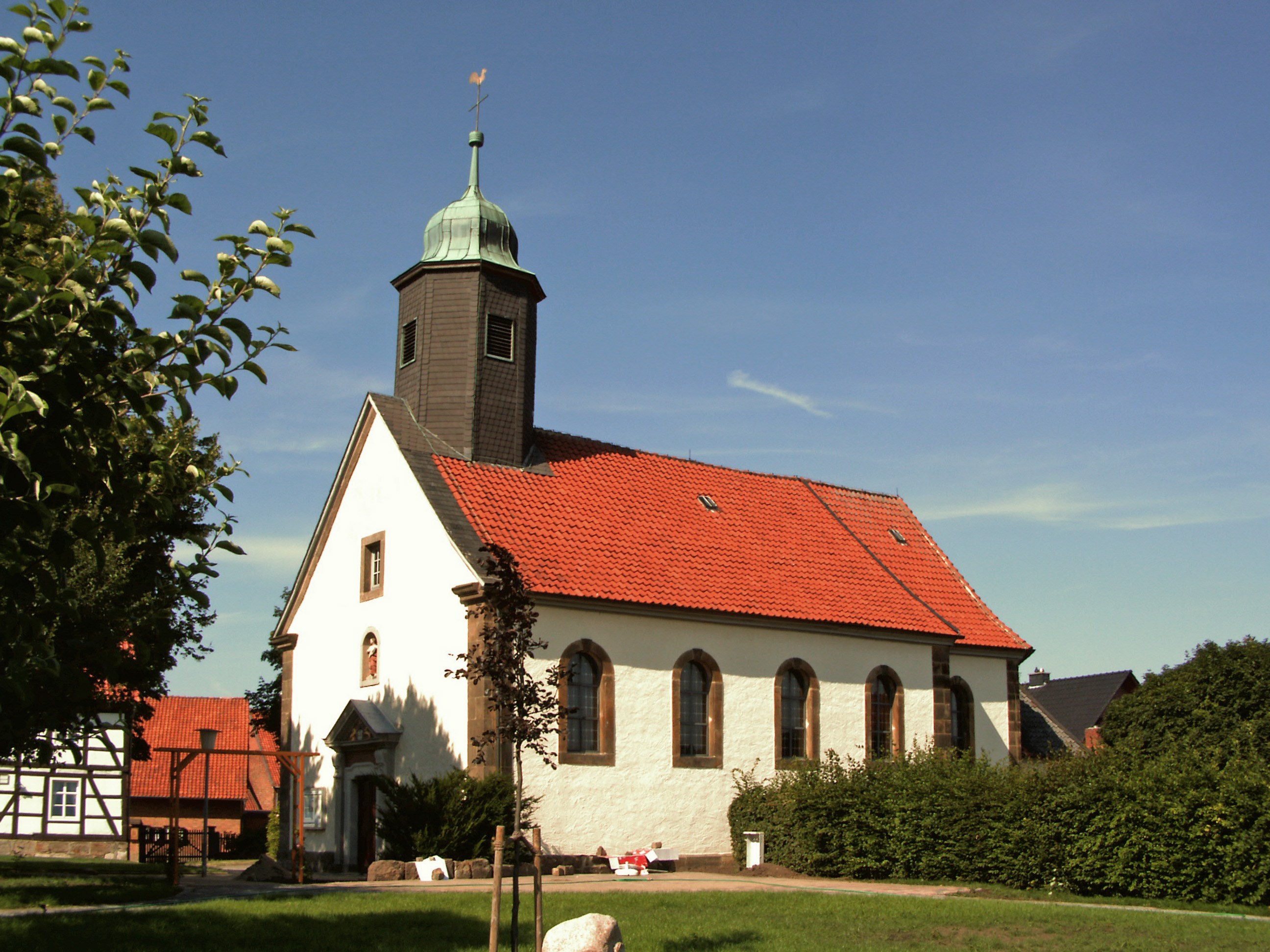
St. Matthias von Südwesten

St. Matthias ist die katholische Kirche von Hüddessum, einem Ortsteil der Gemeinde Harsum im Landkreis Hildesheim in Niedersachsen. Sie befindet sich in der Matthiasstraße 29 und gehört zur Pfarrei St. Martinus mit Sitz in Borsum, im Dekanat Borsum-Sarstedt des Bistums Hildesheim.
Das Barockkirchlein des kleinen Stiftsdorfs im Kirchspiel Borsum, dem Borsumer Kaspel, wurde 1748 mit Unterstützung des Hildesheimer Domherrn Theodor Heinrich von Westrem erbaut, dessen Name auch in der Stiftungsinschrift über dem Eingang erscheint. Das hier erstmals im Bistum Hildesheim auftretende Matthias-Patrozinium hat seinen Grund möglicherweise in Beziehungen Westrems nach Trier, wo das Grab dieses Apostels verehrt wird. In einer Nische über dem Portal ist der Kirchenpatron mit seinem Märtyrerattribut in einer lebensvollen Darstellung zu sehen.
Auch das Innere der in rund 86 Meter Höhe über dem Meeresspiegel gelegenen Kirche überrascht mit Barockkunstwerken von hoher Qualität: einem Deckengemälde der Himmelfahrt Mariens über dem Kirchenschiff und einem ungewöhnlichen Dreifaltigkeitsbild über dem Altar. Aus dem 19. Jahrhundert stammt das neugotische Altarretabel. Es zeigt in der Mitte die Muttergottes mit Kind, links den hl. Matthias und rechts einen heiligen Bischof (vielleicht den Borsumer Pfarrpatron Martin). Die Orgel wurde 1894 von August Schaper erbaut und später umdisponiert.
Schon vor dem Barockbau muss es in Hüddessum eine Kapelle gegeben haben. Das Dorf gehörte jedoch immer zur Pfarrei Borsum. Erst am 28. November 1894 verlieh Bischof Sommerwerck Hüddessum die Pfarrrechte. Seit dem 1. Dezember 2002 gehört die Kirche zum damals neu gegründeten Dekanat Borsum-Sarstedt, zuvor gehörte sie zum Dekanat Borsum-Dinklar. Seit 2008 unterstützt der Förderverein St. Matthias Hüddessum e.V. den Erhalt der Kirche. Seit dem 1. November 2014 gehört die Kirche wieder zur Pfarrei Borsum. In den letzten Jahren davor gehörte die Pfarrei Hüddessum zur Seelsorgeeinheit Borsumer Kaspel.

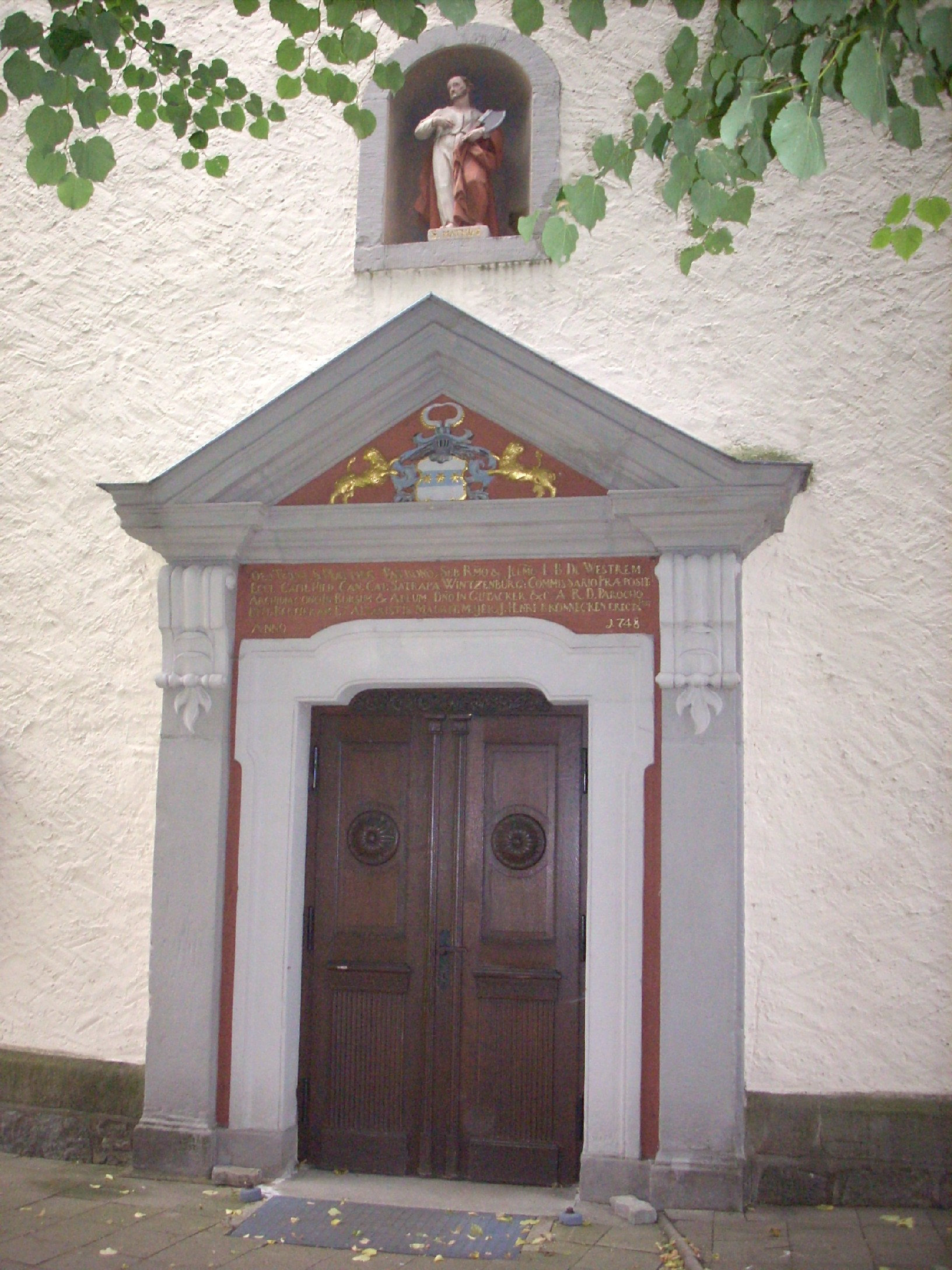
Portal
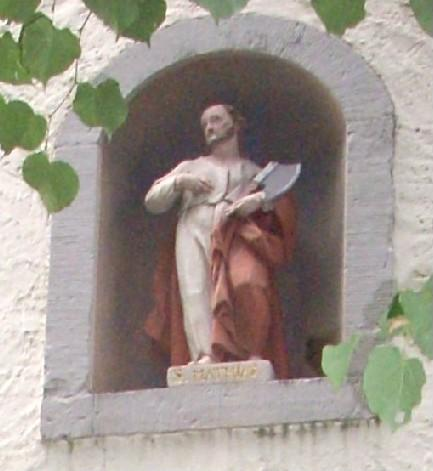
Statue des hl. Matthias
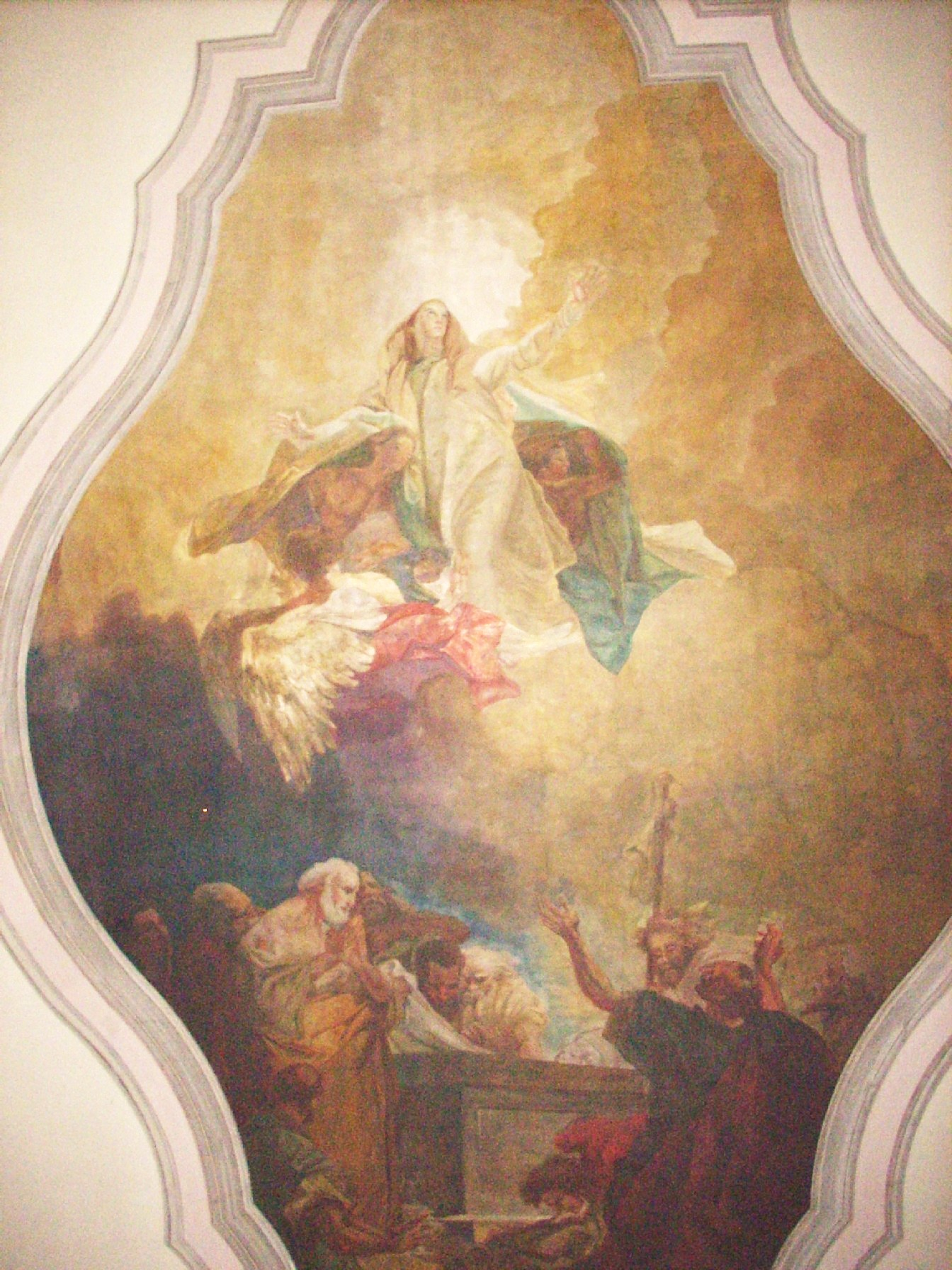
Mariä Himmelfahrt
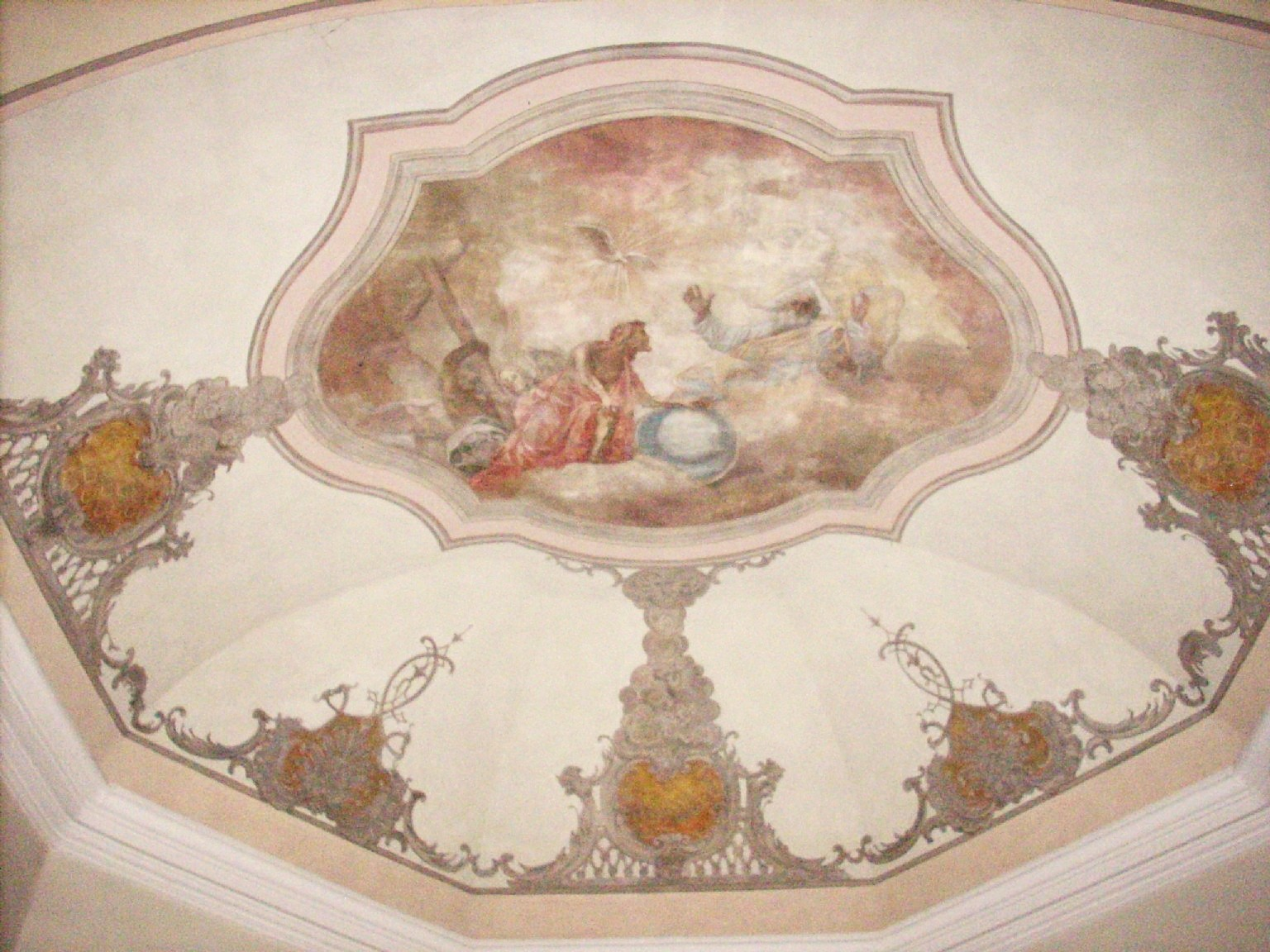
Dreifaltigkeit
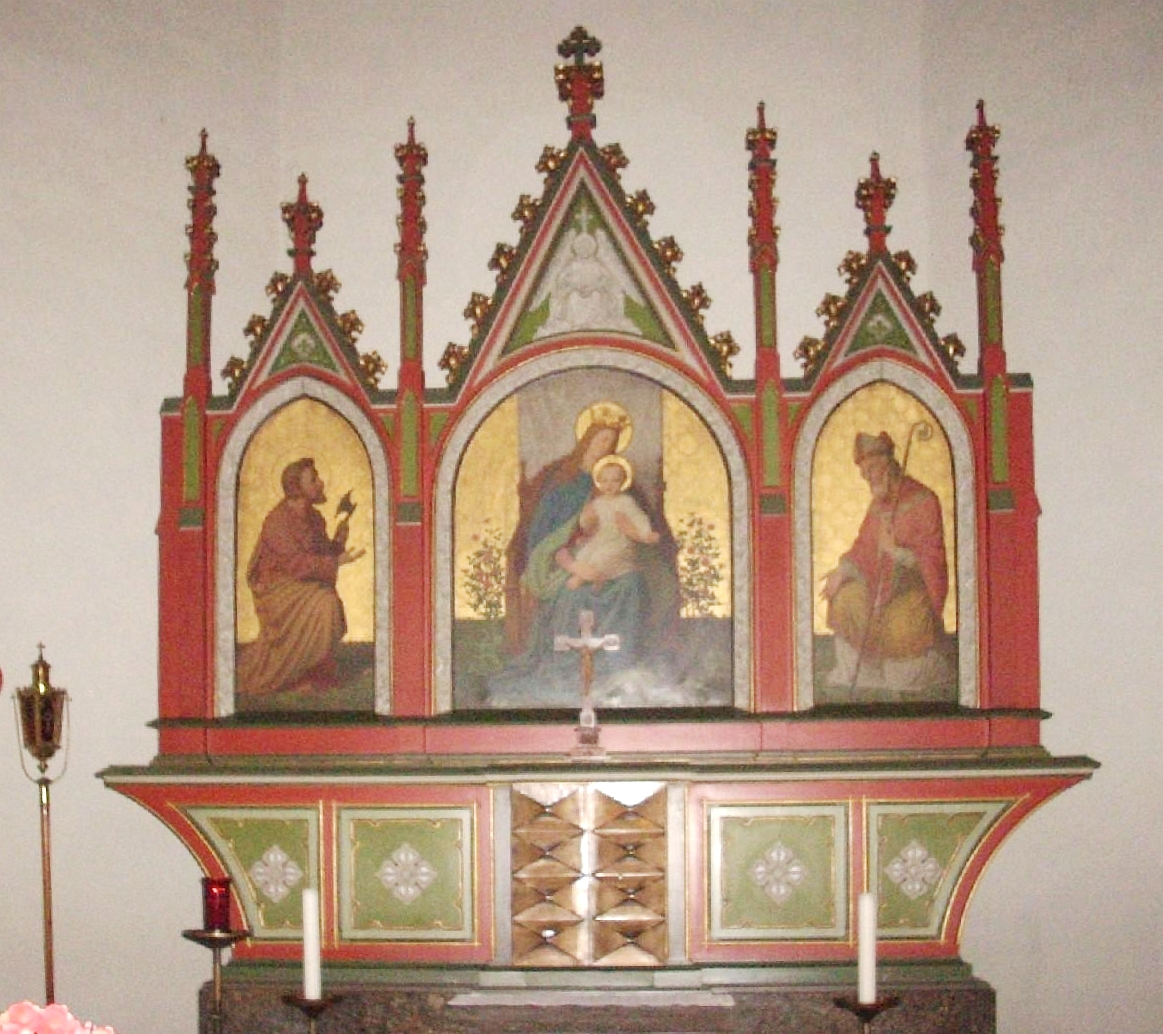
Altarretabel